# Томаш Хорий
Томаш Хорий (чеськ. Tomáš Chorý, нар. 26 січня 1995, Оломоуць) — чеський футболіст, нападник клубу «Славія» Прага і збірної Чехії.

## Клубна кар'єра
Народився 26 січня 1995 року. Вихованець футбольної школи клубу «Сігма» (Оломоуць). Дорослу футбольну кар'єру розпочав 2014 року в основній команді того ж клубу, в якій провів чотири сезони, взявши участь у 78 матчах чемпіонату.
На початку 2018 року приєднався до складу «Вікторії» (Пльзень). У новому клубі відразу гравцем «основи» не став, утім здобув титул чемпіона Чехії 2017/18 у його складі.
В останньому колі групового етапу Ліги чемпіонів 2018/19 відзначився вирішальним голом у ворота італійської «Роми», який приніс чеській команді перемогу з рахунком 2:1, що дозволило їй обійти за додатковими показниками московський ЦСКА і посісти третє місце у групі, відповідно продовживши єврокубковий сезон в Лізі Європи УЄФА 2018/19.

## Виступи за збірні
2010 року дебютував у складі юнацької збірної Чехії, взяв участь у 18 іграх на юнацькому рівні за команди різних вікових категорій, відзначившись 2 забитими голами.
Протягом 2014—2015 років залучався до складу молодіжної збірної Чехії. На молодіжному рівні зіграв у 14 офіційних матчах, забив 1 гол.

## Досягнення
- Чемпіон Чехії (3):

«Вікторія» (Пльзень): 2017-18, 2021-22
«Славія»: 2024-25